# Голубкина, Людмила Владимировна
Людмила Владимировна Голубкина (13 декабря 1933 — 14 февраля 2018) — советский драматург, редактор, педагог. Заслуженный деятель искусств Российской Федерации (2001), кандидат искусствоведения (1982).

## Биография
Родилась 13 декабря 1933 года в Горно-Алтайске. Дочь поэта Владимира Луговского.
В 1957 году окончила сценарный факультет ВГИКа (мастерская Е. И. Габриловича и И. В. Вайсфельда).
В 1960—1974 годах работала редактором, главным редактором Творческого объединения «Юность» киностудии «Мосфильм».
В 1974—1979 годах — заместитель главного редактора сценарно-редакционной коллегии киностудии им. Горького.
В 1979—1984 годах — главный редактор и директор Центральной сценарной студии.
С 1974 года преподавала на Высших курсов сценаристов и режиссёров: вела сценарные мастерские с М. Г. Львовским, С. Л. Лунгиным

, затем с О. В. Дорманом . В 1990—2000 годах — директор Высших курсов сценаристов и режиссёров.
Умерла 14 февраля 2018 года.

## Сценарии
- 1959 — Верные помощники (неигровой)
- 1960 — Автоматика в действии (неигровой)
- 1960—1965 — Сюжетный к/ж «Пионерия»
- 1966 — У нас на Мосфильме (неигровой)
- 1973 — Грибоедов (телепередача) — соавтор сценария
- 1980 — Эрнест Хемингуэй (телепередача)
- 1981 — Как прекрасен этот мир

## Фильмография
| Год  |     | Название                    | Примечание |
| ---- | --- | --------------------------- | ---------- |
| 1961 | ф   | Друг мой, Колька            | редактор   |
| 1962 | ф   | Павлуха                     | редактор   |
| 1962 | ф   | Бей, барабан!               | редактор   |
| 1964 | ф   | Сказка о потерянном времени | редактор   |
| 1965 | ф   | Где ты теперь, Максим?      | редактор   |
| 1965 | ф   | От 7 до 12                  | редактор   |
| 1966 | ф   | Неуловимые мстители         | редактор   |
| 1967 | ф   | Твоя большая Сибирь         | редактор   |
| 1968 | кор | Улица надежды               | редактор   |
| 1970 | ф   | Последние каникулы          | редактор   |
| 1971 | ф   | Нам некогда ждать           | редактор   |
| 1972 | ф   | Я — Тянь-Шань               | редактор   |
| 1973 | ф   | Бесстрашный атаман          | редактор   |
| 1973 | ф   | Короткое лето в горах       | редактор   |
| 1974 | ф   | Дорогой мальчик             | редактор   |
| 1974 | ф   | Кыш и Двапортфеля           | редактор   |
| 1976 | ф   | Деревня Утка                | редактор   |
| 1976 | ф   | Там, за горизонтом          | редактор   |
| 1976 | ф   | Огненное детство            | редактор   |
| 1976 | ф   | Пропал и нашёлся            | редактор   |
| 1976 | ф   | Поле перейти                | редактор   |
| 1977 | ф   | Марка страны Гонделупы      | редактор   |
| 1977 | ф   | Смятение чувств             | редактор   |
| 1977 | ф   | Ветер надежды               | редактор   |
| 1977 | ф   | Доброта                     | редактор   |
| 1978 | ф   | Шла собака по роялю         | редактор   |
| 1978 | ф   | Ветер странствий            | редактор   |
| 1978 | ф   | Стеклянные бусы             | редактор   |
| 1978 | ф   | Здравствуй, река            | редактор   |
| 1978 | ф   | Последний шанс              | редактор   |
| 1979 | ф   | Чужая компания              | редактор   |
| 1979 | ф   | Эта тревожная зима          | редактор   |